# William Cavendish (1672-1729)

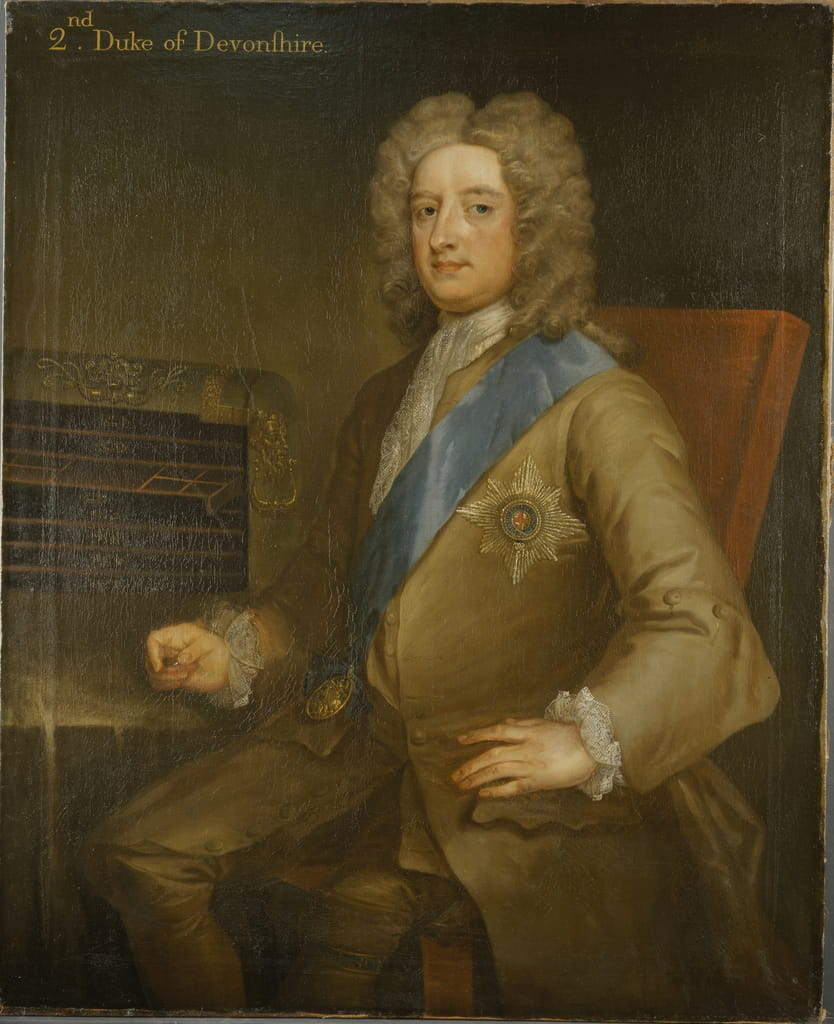
William Cavendish, II duque de Devonshire

William Cavendish, II duque de Devonshire (1672-4 de junio de 1729) caballero de la Orden de la Jarretera desde 1707, consejero privado, aristócrata y político británico, hijo mayor de William Cavendish, I duque de Devonshire y lady Mary Butler. Perteneciente y destacando en el partido whig, sirvió como Presidente del Consejo privado de 1716 a 1717 y de 1725 a 1729.
Se casó con Rachel Russell (1674-1725), el 21 de junio de 1688.
Tuvieron cinco hijos:
- William Cavendish (26 de septiembre de 1698-5 de diciembre de 1755).
- Rachel Cavendish (4 de octubre de 1699-18 de junio de 1780).
- Elizabeth Cavendish (27 de septiembre de 1700-7 de noviembre de 1747).
- James Cavendish (23 de noviembre de 1701-14 de diciembre de 1741).
- Charles Cavendish (17 de marzo de 1704-28 de abril de 1783), casado con Anne Grey el 9 de enero de 1727, padres de afamado físico-químico Henry Cavendish.